# Биикум
Биикум (Бикум, Бииккум; каз. Биқұм) — пески в Казахстане на северо-востоке Алакольской долины в междуречье Урджар и Катынсу. Протяженность с северо-запада на юго-восток 30 км. Средняя ширина 10—12 км, в отдельных местах достигает 18 км. Абсолютная высота 418 м. В рельефе преобладают песчаные холмы высотой 3—5 м, которые соединяясь друг с другом, образуют песчаные гряды. Во впадинах и котловинах распространены солонцы и солончаки. В растительном покрове преобладают джузгун, терескен, песчаная акация, полынь, обыкновенная полынь, гребенчатый пырей; в поймах рек — чингил, тамариск, камыш.